# La Colère d'un homme patient
Pour plus de détails, voir Fiche technique et Distribution.
La Colère d'un homme patient (Tarde para la ira) est un film espagnol réalisé par Raúl Arévalo, sorti en Espagne en 2016.
Un homme doit patienter huit ans avant de pouvoir enfin régler ses comptes. Âpre thriller qui emprunte aux codes du western, le film analyse le comportement d'un individu ordinaire enfermé dans sa souffrance, incapable d'oublier un drame effroyable, incapable de s'arracher à la fièvre de la vengeance. Il montre aussi, à travers les personnages secondaires, comment peuvent cohabiter dans un même être l'aspiration à une vie familiale paisible et les pires excès de violence. 
Le film est présenté à la Mostra de Venise 2016, en section Orizzonti. En 2017, il obtient quatre prix Goya, dont ceux du meilleur film, du meilleur nouveau réalisateur (es) et du meilleur scénario original.
Il sort en France le 26 avril 2017.

## Synopsis
En 2007, à Madrid, un braquage de bijouterie tourne mal. Les trois malfaiteurs qui se trouvent dans le magasin prennent la fuite en courant. Le chauffeur qui les attendait, Curro, est arrêté. Il ne dénonce pas ses complices. Une employée meurt de ses blessures. Le bijoutier reste dans un état végétatif permanent.
Durant huit ans, Curro purge sa peine. À la prison, il a droit parfois à des rapports sexuels avec son amie, Ana. C'est ainsi qu'ils ont un fils. Ana travaille sans enthousiasme dans le bar modeste que tient son frère, Juanjo, dans un quartier populaire. José, un homme solitaire et taciturne, devient un familier du bar. Il s'intègre dans la clientèle, il se lie d'amitié avec Juanjo. Il séduit Ana, qui aspire à une vie meilleure.
Lorsque Curro est libéré, il est bien décidé à repartir sur des bases honnêtes. Mais il trouve Ana changée. Il comprend qu'elle ne veut plus vivre avec lui. À cran, il est sujet à des accès de violence. Au cours d'une partie de cartes, il gifle José. Celui-ci propose à Ana d'aller vivre avec son fils dans une maison isolée qu'il possède à la campagne. Ana accepte.
José se sert du téléphone d'Ana pour donner rendez-vous à Curro. Il l'attend à l'hôpital, au chevet d'un homme plongé dans un état végétatif. Cet homme, le bijoutier, est le père de José. Ivre de rage, Curro tabasse sauvagement José. Celui-ci lui apprend que l'employée assassinée dans le braquage était sa fiancée. Il n'a plus rien à perdre. Curro doit lui livrer le nom de ses trois complices, s'il veut retrouver Ana et son fils. Curro donne les noms de trois hommes. L'un des trois, Rober, est mort l'année précédente dans un accident de voiture. Restent Triana et Julio, que Curro connaît très peu et dont il est sans nouvelles. José entraîne Curro à leur recherche.
Ils rencontrent Triana au sous-sol d'une salle de boxe. José, regard fixe, tétanisé, ne peut plus prononcer un mot. Curro le fait passer pour muet. Triana leur donne le nom du village où vit Julio. Soudain, José saisit un tournevis et tue Triana, sous le regard horrifié de Curro. Les deux hommes poursuivent leur quête. Curro réussit à se munir d'un couteau.
Julio est devenu éleveur de porcs. Lorsqu'il se retrouve face au fusil de José, il dit n'être pour rien dans les coups portés sur le personnel de la bijouterie. Celui qui a frappé avec une batte de baseball est Juanjo, le frère d'Ana. Or, Curro n'a jamais impliqué Juanjo : il a cité à sa place le défunt Rober, qui n'a nullement pris part au braquage. José hésite un moment à tuer Julio, qui mène à présent une existence paisible, et dont l'épouse est enceinte. Il le tue quand même. Puis il enferme Curro dans le coffre de sa voiture.
Dans la maison de José, Ana découvre de vieilles cassettes vidéo familiales. Elle les regarde. Sur l'une, elle a la stupeur de voir apparaître la bijouterie. Terrorisée, elle téléphone à Juanjo, qui est en train de fermer son bar, pour lui demander de venir la chercher. Mais déjà José arrive au bar. Il fait nuit. Dans l'établissement désert, la fillette de Juanjo dort, la tête sur une table. José passe près d'elle avec son fusil, traverse le bar et pénètre dans l'appartement, où il tue Juanjo. Il repasse près de la fillette, que le coup de feu a réveillée.
Il conduit ensuite Curro auprès d'Ana et de leur fils, puis s'en va sans dire un mot.

## Fiche technique
- Titre : La Colère d'un homme patient
- Titre original : Tarde para la ira
- Réalisation : Raúl Arévalo

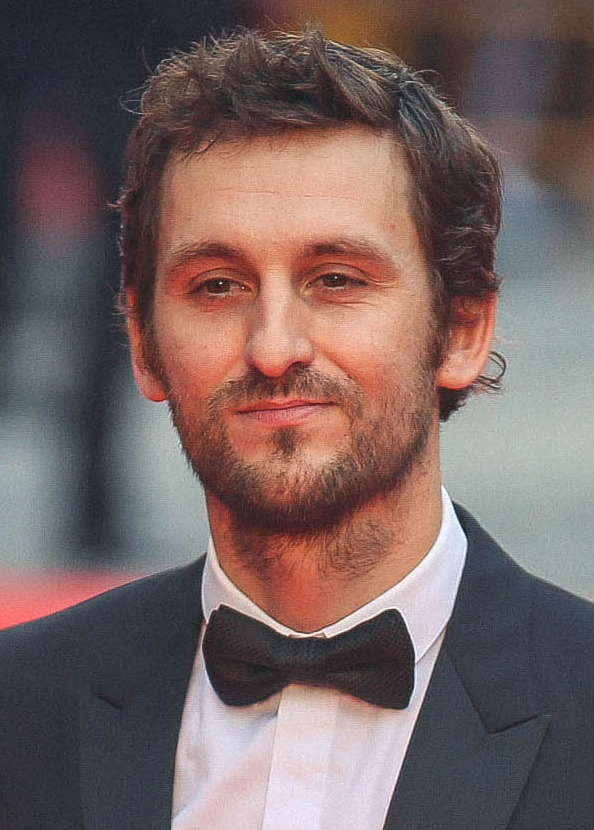
C'est le premier long métrage, en tant que réalisateur, du populaire acteur Raúl Arévalo.

- Scénario : Raúl Arévalo, David Pulido[2]
- Direction artistique : Serafín González
- Décors : Antón Laguna
- Costumes : Cristina Rodriguez, Alberto Valcárcel
- Son : Tamara Arévalo[3]
- Photographie : Arnau Valls Colomer
- Montage : Ángel Hernández Zoido
- Musique : Lucio Godoy, Vanessa Garde[2]
- Production : Beatriz Bodegas (productrice, productrice déléguée), Sergio Díaz (producteur exécutif)[3]
- Sociétés de production : Agosto la Película, La Canica Films[2],[3], Radio Televisión Española[4]
- Sociétés de distribution : ARP Sélection (France)[3], BIM Distribuzione (Italie)[5]
- Budget : 1 200 000 euros[6]
- Pays d'origine :  Espagne
- Langue : espagnol
- Format : 16 mm[7], couleur
- Genre : thriller[8]
- Durée : 92 minutes
- Dates de tournage : 22 juin à 31 juillet 2015[6],[9]
- Dates de sortie :
  - Mostra de Venise 2016 : 2 septembre 2016
  - Espagne : 9 septembre 2016[2]
  - Italie : 30 mars 2017[5]
  - France : 26 avril 2017[2]
- Nombre d'entrées en France : 29 115 en première semaine[10]

## Distribution
- Antonio de la Torre : José
- Luis Callejo (es) : Curro, le chauffeur du braquage
- Ruth Díaz : Ana, la compagne de Curro
- Raúl Jiménez : Juanjo, le patron du bar, le frère d'Ana
- Pilar Gómez : Pili, l'épouse de Juanjo
- Berta Hernández : la fiancée de José
- Manolo Solo : Triana, le cocaïnomane
- Font García : Julio, l'éleveur de porcs
- Alicia Rubio : Carmen, l'épouse de Julio[2]

## Production

### Idée de départ
C'est dans un bar que l'idée du film vient à Raúl Arévalo. Il entend un consommateur déclarer que, si un membre de sa famille était tué, il ferait tout pour retrouver l'assassin et le supprimer. Arévalo s'interroge : comment un homme ordinaire peut-il se transformer en meurtrier ? Arévalo ne pense pas tout de suite à un film sur la vengeance, mais à « un drame, centré sur les personnages ». Ce n'est que par la suite qu'il en fait une affaire de vengeance.

### Intentions du cinéaste
Il ne s'agit pas pour le cinéaste de justifier la vengeance, mais d'analyser le processus. « La question que je me posais, c'est : quel profil psychologique peut avoir un homme qui patiente pendant des années et des années, avant de passer à l’acte ? Tuer, pour cet homme, n’est pas naturel. »
Arévalo veut faire un film « cru, réaliste, sec », pas un film avec un héros. Il veut un monsieur tout-le-monde, et il veut que la violence provienne du fait qu'il est quelqu'un d'ordinaire : « Si cet homme ne s'était pas renfermé, s’il avait trouvé une nouvelle femme, par exemple, rien ne se serait produit. Il reste sous pression un temps infini, puis explose. C’est justement sa banalité, son isolement, qui permet ce déchaînement final. C’est d’autant plus fort. » Arévalo conçoit cet homme « comme une marmite. Ça bout, et ça explose. Si on avait soupçonné le personnage d’être fou, le film ne fonctionnait pas. »

### Écriture du scénario
En 2007, il commence à écrire le scénario, qu'il développe trois années durant avec l'aide de son psychologue David Pulido, qui devient son coscénariste. Pulido lui apporte beaucoup, dit-il, « notamment sur la construction des personnages ».

### Financement
Réalisateur en 2008 du court métrage Un amor, Raúl Arévalo est un acteur très connu dans son pays. Il obtient en 2010 le Goya du meilleur second rôle pour son interprétation dans Gordos de Daniel Sánchez Arévalo. La Colère d'un homme patient va être son premier long métrage en tant que réalisateur. Mais, en raison de la crise économique traversée par l'Espagne, il lui faut plus de quatre ans pour trouver un financement. C'est finalement la productrice Beatriz Bodegas qui mise sur lui avec « une confiance aveugle », qui bataille pour réunir les fonds et qui obtient le concours de la RTVE (Radio Televisión Española). Le budget est de 1,2 million d'euros.

### Tournage
Le tournage dure six semaines, du 22 juin au 31 juillet 2015. Il s'effectue dans la Communauté de Madrid et dans la province de Ségovie, principalement à Martín Muñoz de las Posadas et à Melque de Cercos. Le coscénariste David Pulido assiste au tournage, ce qui est inhabituel. Le film est tourné en 16 mm, format qui donne un grain rugueux à l'image, ajoutant à la fièvre et à l'âpreté du récit,,.

## Accueil

### Critique
L'accueil critique est globalement positif : le site Allociné recense dans les médias une moyenne de 3,6 critiques favorables sur 5.
Le déchaînement de violence d'un homme tranquille évoque pour certains le cinéma de Sam Peckinpah : pour Andrea Gutiérrez Bermejo, sur elmundo.es (« du pur Peckinpah ») ; pour Mathieu Macheret, sur lemonde.fr, qui songe aux Chiens de paille ; pour Raúl Martín, sur findelahistoria.com (« des airs de Chiens de paille ») ; ou pour Yannick Vely, sur parismatch.com (« Les Chiens de paille de Sam Peckinpah est une référence évidente. ») Emily Barnett, sur les inrocks.com, est plus nuancée. Pour elle, les séquences punitives, « dévoyées de leurs enjeux habituels, d’une fureur dilatée, atroce et bizarre […] rappellent la violence surréaliste accolée à certains grands noms (les Coen, Peckinpah), mais contenue (et c’est aussi à cela que tient son charme) dans un thriller brut et sans prétention ». Pierre Murat, dans Télérama, écarte la référence à Peckinpah : « La violence omniprésente n'a rien à voir avec celle, survenant par bouffées, d'un Sam Peckinpah. Elle est plus insidieuse, plus dangereuse aussi, comme infiltrée dans les gènes des personnages. Cette brutalité à la fois extravagante et épurée évoquerait plutôt Robert Aldrich dans En quatrième vitesse. Ou ces réalisateurs sous-estimés des années 1970-1980, comme Richard Fleischer (Les flics ne dorment pas la nuit) ou Walter Hill (Sans retour, Extrême préjudice). Eux savaient peindre la violence du monde sans jamais l'adoucir, ni l'exalter. »
- Éric Neuhoff, sur lefigaro.fr : « Un western très sûr de lui qui confirme la bonne santé du cinéma espagnol […] Ce petit polar est un grand film[24],[3]. »
- François Forestier, sur nouvelobs.com : « Raúl Arévalo […] trouve le ton exact, le rythme adapté, la texture d'un récit d’enfer. Murs écaillés, rues poussiéreuses, gueules de racailles, flingues qui aboient, tout y est[25]. »
- Yannick Vely, sur parismatch.com : « Voilà le film coup de poing qui peut vous sortir de votre torpeur post-électorale. Une claque, un uppercut, un coup de massue, bref quelque chose qui fait mal et qui prend aux tripes[23]. »
- Vanina Arrighi de Casanova, Première : « Le cinéaste débutant signe un thriller épuré qui interroge les ravages de la souffrance chez un homme ordinaire[8]. »
- Jacky Bornet, sur francetvinfo.fr : « Un homme banal, votre voisin, sans charisme, taiseux, qui n'inspire aucune sympathie particulière, mais une empathie certaine par le drame qu’il a subi. Le cinéaste ne veut pas émettre une thèse sur l’autodéfense, mais pousse un homme du commun à commettre un acte extraordinaire […] Habité d’une tension constante, et d’émotions contradictoires, de paradoxes, il fonctionne également sur des codes issus du western […] Un thriller westernien hors du commun, et d’une maîtrise de la mise en scène étonnante, sans esbroufe, mais efficace, qui emporte l’adhésion[11],[3]. »
- Emily Barnett, sur lesinrocks.com : « Le fameux « œil pour œil, dent pour dent » est constamment fragilisé par les doutes du héros confronté au déclin de sa colère. Les obstacles à sa haine tiennent autant à l'érosion du souvenir […] qu’à la reconversion des agresseurs en braves pères de famille. Comment les haïr ? Faut-il les tuer ? […] Plus impitoyable que la vengeance, il y a l’oubli. Celui à l’œuvre chez ce triste prédateur réduit fatalement son passage à l’acte à un geste différé et mécanique, cérébral et désincarné — vidé de tout affect et n’apportant pas le repos intérieur escompté[7]. »

### En salle
Raúl Arévalo déplore la façon dont la violence de son film est parfois perçue par les spectateurs. Sans que ce soit explicite, cette violence est produite « par l'environnement social, le sentiment que la justice n’a pas rempli son rôle. C’est évidemment un commentaire sur l’Espagne d’aujourd’hui. » Mais le réalisateur voit la violence de son personnage « comme un élément condamnable ». Il s'étonne qu'en Espagne des spectateurs, « notamment de droite », l'aient perçue de façon positive : « Ce n’est pas du tout le message […] Certains spectateurs veulent ignorer l’aspect critique, et récupèrent le film selon leurs propres idées. »
Le film sort en France le 26 avril 2017, dans 50 salles. En première semaine, il réalise 29 115 entrées (soit une moyenne de 582 entrées par salle), ce qui le place 20e du box-office. Le site Allociné recense une moyenne de 3,1 spectateurs satisfaits sur 5.

## Distinctions
- Mostra de Venise 2016, section Orizzonti : prix de la meilleure actrice pour Ruth Díaz[27].
- 2017, 4e cérémonie des prix Feroz[28],[29] : 
  - meilleur film dramatique
  - meilleure réalisation
  - meilleur scénario
  - meilleur acteur dans un second rôle pour Manolo Solo
  - meilleure actrice dans un second rôle pour Ruth Díaz
- 2017, 31e cérémonie des Goyas : 
  - Goya du meilleur film ;
  - Goya du meilleur nouveau réalisateur (es) pour Raúl Arévalo ;
  - Goya du meilleur scénario original pour Raúl Arévalo et David Pulido ;
  - Goya du meilleur acteur dans un second rôle pour Manolo Solo[30].
- 2017, 9e Festival international du film policier de Beaune : prix du jury, prix de la critique[7].